# Pluteus mammillatus
Pluteus mammillatus är en svampart som först beskrevs av Longyear, och fick sitt nu gällande namn av Minnis, Sundb. & Methven 2006. Pluteus mammillatus ingår i släktet Pluteus och familjen Pluteaceae.   Inga underarter finns listade i Catalogue of Life.